# Fox River Grove
Fox River Grove és una vila dels Estats Units a l'estat d'Illinois. Segons el cens del 2000 tenia 4.862 habitants.

## Demografia
Segons el cens del 2000, Fox River Grove tenia 4.862 habitants, 1.677 habitatges, i 1.294 famílies. La densitat de població era de 1.130,9 habitants/km².
Dels 1.677 habitatges en un 45,3% hi vivien nens de menys de 18 anys, en un 65,7% hi vivien parelles casades, en un 8,3% dones solteres, i en un 22,8% no eren unitats familiars. En el 17,7% dels habitatges hi vivien persones soles el 4,9% de les quals corresponia a persones de 65 anys o més que vivien soles. El nombre mitjà de persones vivint en cada habitatge era de 2,9 i el nombre mitjà de persones que vivien en cada família era de 3,34.
Per edats la població es repartia de la següent manera: un 31,7% tenia menys de 18 anys, un 6,1% entre 18 i 24, un 35% entre 25 i 44, un 20,4% de 45 a 60 i un 6,9% 65 anys o més.
L'edat mediana era de 35 anys. Per cada 100 dones de 18 o més anys hi havia 100,9 homes.
La renda mediana per habitatge era de 66.469 $ i la renda mediana per família de 78.847 $. Els homes tenien una renda mediana de 59.306 $ mentre que les dones 28.643 $. La renda per capita de la població era de 28.870 $. Aproximadament el 5,2% de les famílies i el 7,1% de la població estaven per davall del llindar de pobresa.

## Poblacions properes
El següent diagrama mostra les poblacions més properes.